# Bruno Peyron
Bruno Tristan Peyron (* 10. listopadu 1955 Angers) je francouzský jachtař.
Je synem námořního kapitána a jachtingu se věnují také jeho bratři Loïck Peyron a Stéphane Peyron.
V roce 1989 vyhrál závod Transat en double, dvakrát skončil druhý na Route du Rhum, účastnil se také závodů z La Baule do Dakaru, Course de l'Europe a Solitaire du Figaro.
Uskutečnil 27 plaveb přes Atlantik, z toho 11 sólových. V letech 1987 a 1992 vytvořil rekord v sólovém přeplutí Atlantiku. V roce 1993 získal Cenu Julese Verna, když na katamaránu Explorer jako první obeplul zeměkouli na plachetnici v čase pod osmdesát dní. Další rekordy vytvořil v letech 2002 a 2005, kdy dosáhl času 50 dní, 16 hodin a 20 minut.
V roce 1987 získal od Francouzské sportovní akademie Cenu Henriho Deutsche de la Meurthe.
Česky vyšla kniha Jachting: vášeň a profese, kterou napsal spolu s Danielem Gillesem.